# Han Yingyan
Han Yingyan (chiń. upr. 韩英艳; pinyin Hán Yīngyàn; ur. 10 maja 1988) – chińska zapaśniczka walcząca w stylu wolnym. Złota medalistka na mistrzostwach Azji w 2016 i srebrna w 2014. Trzecia w Pucharze Świata w 2014 roku.